# Nesticus birsteini
Espèce
Synonymes
- Carpathonesticus birsteini (Charitonov, 1947)

Nesticus birsteini est une espèce d'araignées aranéomorphes de la famille des Nesticidae.

## Distribution
Cette espèce se rencontre en Géorgie et en Russie dans le kraï de Krasnodar,.

## Publication originale
- Charitonov, 1947 : Spiders and harvestspiders from the caves of the Black Sea coast of the Caucasus. Biospeologica sovietica, vol. 52, no 2, p. 15-28.